# 马克·戴维斯 (足球运动员)
马克·尼古拉斯·戴维斯（英語：Mark Nicholas Davies，1988年2月18日—）是英格兰足球运动员，司职中场。

## 俱乐部生涯
马克·戴维斯出身于狼队青训营，并在2005年8月25日在英格兰足球冠军联赛中狼队对阵利兹联的比赛中第一次代表球队在职业比赛中出场。他在2005/06赛季得到了不少出场机会，赛季末甚至已经占据球队主力的位置。但是，在2006/07赛季的季前训练中，他因为软骨受伤而提前告别该赛季，后来又由于伤病发展为肩部受伤而缺席2007/08赛季。
2008/09赛季，戴维斯终于伤愈并在复出后的第一场正式比赛打进一球，帮助狼队在联赛杯3比2击败艾宁顿。2008年11月27日，他被狼队租借到英甲球队莱斯特城，期限为一个月。由于他在莱斯特城的精彩表现，促使莱斯特城将他的租借合同延长到2009年2月1日
2009年1月26日，戴维斯拒绝狼队的续约合同并和英超球队博尔顿签订了4年半的合同，他在两天后就在博尔顿客场2比2战平布莱克本的比赛中替补出场。1月31日，他在博尔顿3比2击败托特纳姆热刺的比赛中第一次代表球队首发。8月25日，戴维斯在联赛杯客场1比0击败特兰米尔打进加盟博尔顿队后的首个进球。
2011年2月15日戴维斯與保頓簽署新約留效至2015年。

## 外部連結
- 保頓官網簡歷
- 足球数据库：马克·戴维斯的球员统计数据